# Отем Пельтьє
Отем Пельтьє (англ. Autumn Peltier, 27 вересня 2004, острів Манітулін, Онтаріо, Канада) — активістка, захисниця прав корінного народу Анішинаабе, має походження першого народу Вііквемкуун. З 2019 року вона обіймає посаду Головного уповноваженого з водних ресурсів народу Анішинаабе. У 2018 році, у тринадцятирічному віці, Пельтьє виступила з промовою до Генеральної Асамблеї ООН стосовно проблеми забруднення води.

## Раннє життя
Пельтьє народилась на озері Гурон, одному із найбільших прісноводних озер на Землі. Вона родом із землі Вііквемкуун, яке належить корінним народам Канади. Вона відвідувала середню школу імені Матері Святої Терези та наразі проживає в Оттаві. Пельтьє виросла з розумінням важливості значення води та потребою її захистити від забруднення. З раннього віку вона почала відстоювати універсальне право на чисту питну воду, тим самим підвищуючи обізнаність про право людини на воду та забезпечуючи доступ громад до чистої, безпечної та надійної питної води. У віці 8 років Пельтьє почала відвідувати водні церемонії на землях корінних народів. На одній із таких церемоній, вона побачила попереджувальні знаки непридатної до споживання води, що були забруднені через витоки із трубопроводів. Пельтьє була вражена, коли її мати повідомила її про те, що існує 20-ти річна рекомендація кип'ятити воду для споживання. Цей досвід став вирішальним в її становлення як захисниці води, і пізніше вона почала брати участь у водних церемоніях по всьому Онтаріо. Важливим натхненням на її становлення як активістки була її двоюрідна бабуся Жозефіна Мандамін, яка також була відомою активісткою та боролась за забезпечення чистої питної води.

## Захист водних ресурсів
У віці 12 років Пельтьє здобула національне та міжнародне визнання на засіданні Асамблеї корінних народів у 2016 році, на якому вона подарувала прем'єр-міністру Канади Джастіну Трюдо мідний горщик для води, після чого публічно розкритикувала його політику щодо захисту водних ресурсів та проти трубопроводів. Цей вчинок надихнув Асамблею корінних народів на створення фонду Niabi Odacidae.
Пельтьє привернула ще більшу до себе увагу після виступу на Глобальному ландшафтному форумі в Нью-Йорку у вересні 2018 року, на якому вона звернулась до Організації Об'єднаних Націй та міжнародної спільноти. У 2018 та 2019 році Пельтьє виступала на Саміті з питань зміни клімату, організованому Генеральним секретарем Організації Об'єднаних Націй в Нью-Йорку.
У квітні 2019 року Пельтьє була призначена головною уповноваженою з питань водних ресурсів народу Анішинаабе. До цього цю посаду обіймала її двоюрідна бабуся Жозефіна Мандамін.Під час пандемії COVID-19 Пельтьє зазначала про важливість доступу до чистої питної води для громад корінних народів, де наслідки спалаху епідемії були особливо серйозними.

## Нагороди
- Топ-3 фіналістка на здобуття Міжнародної дитячої премії миру 2022 року.[13]
- Номінантка на Міжнародну дитячу премію миру у 2017, 2018, 2019 роках.[14][15][16][17]
- Премія Canadian Living Me to We в категорії «Молодь в дії» (12 років та молодше), 2016 рік.[18]
- Нагорода молодих громадян Онтаріо, Асоціація газет Онтаріо, 2017 рік.[19]
- Sovereign Medal of Exceptional Volunteerism (нагороджена генерал-губернатором Канади і віце-губернатором Онтаріо, березень 2017 року).[20]
- Ottawa Riverkeeper Award, 2018 рік.[21]
- Нагорода «Water Warrior» на кінофестивалі Water Docs у Торонто, 2019 рік.[22]
- Премія «Молодий лідер» від Асоціації муніципальних соціальних служб Онтаріо, 2019 рік.[23]
- Увійшла до списку Топ 30 до 30 років у Північній Америці за екологічну освіту, 2019 рік.[24]
- Увійшла до списку 100 жінок BBC за 2019 рік.[25]
- Увійшла до списку Топ 20 Людей які заслуговують уваги у 2020 році.[26]
- Увійшла до списку 15 канадських ікон, складеного Huffington Post в 2019 році.[27]
- Увійшла до списку захисників науки, 2019 рік.[28]
- Була названа жінкою року за версією Chatelaine 2019.[29]
- Знялась у короткометражному документальному фільмі «The Water Walker», 2020 рік.[3]
- Молодіжна премія RevolutionHer Community Vision, 2021 рік.[3]